# Erythrodiplax lygaea
Erythrodiplax lygaea ist eine Libellenart aus der Unterfamilie Sympetrinae. Sie kommt rund um die Stadt São João del Rei in Brasilien vor.

## Merkmale
Der Hinterleib (Abdomen) der Erythrodiplax lygaea-Männchen erreicht um die 18 Millimeter, jener der Weibchen 16 Millimeter. Bei den Männchen ist er schwärzlich braun mit violetter Bereifung. Die Hinterleibsanhänge der Männchen sind gelblich. Bei jungen Männchen und Weibchen sind die ersten drei Segmente rötlich. Die Segmente vier bis sieben sind schwarz mit seitlichen gelben Flecken. Der weibliche Brustkorb (Thorax) ist rötlich. Die Hinterflügel erreichen bei den Männchen wie auch bei den Weibchen 21 Millimeter. Das Flügelmal (Pterostigma) misst drei Millimeter und ist trübbraun. Die Spitze des Flügels ist bis ungefähr zur Mitte des Pterostigmas eingefärbt.

## Weblink
- Erythrodiplax lygaea in der Roten Liste gefährdeter Arten der IUCN 2013.2. Eingestellt von: von Ellenrieder, N., 2007. Abgerufen am 19. Februar  2014.